# Лис і дрізд
«Лис і дрізд» — анімаційний фільм 1982 року Творчого об'єднання художньої мультиплікації студії Київнаукфільм, режисер — Володимир Дахно.

## Сюжет
Екранізація відомої народної казки. Хижий Лис велить Дроздові нагодувати, напоїти і розвеселити його, погрожуючи поїсти Дроздових діточок. Наїдками й напоями, які Дрізд випросив у тітоньки Свині, Цапа та Барана, хижак залишився задоволений, а от від "веселощів" стало не до сміху вже самому Лисові...

## Над мультфільмом працювали
- Режисер: Володимир Дахно
- Автор сценарію: Юхим Чеповецький
- Композитор: В.Назаров
- Художник-постановник: Микола Чурилов
- Оператор: Анатолій Гаврилов
- Звукорежисер: Віктор Груздєв
- Художники-мультиплікатори: Олександр Вікен, Микола Бондар, Михайло Титов, Костянтин Чикін, Володимир Врублевський, Ніна Чурилова, Ельвіра Перетятько, Андрій Карбовничий
- Ролі озвучили: В.Ватаманюк, В.Коршун, Ю.Саричєв, С.Станкевич, Н.Трофимова
- Редактор: Л.Пригода
- Директор картини: Іван Мазепа